# پلمبیر

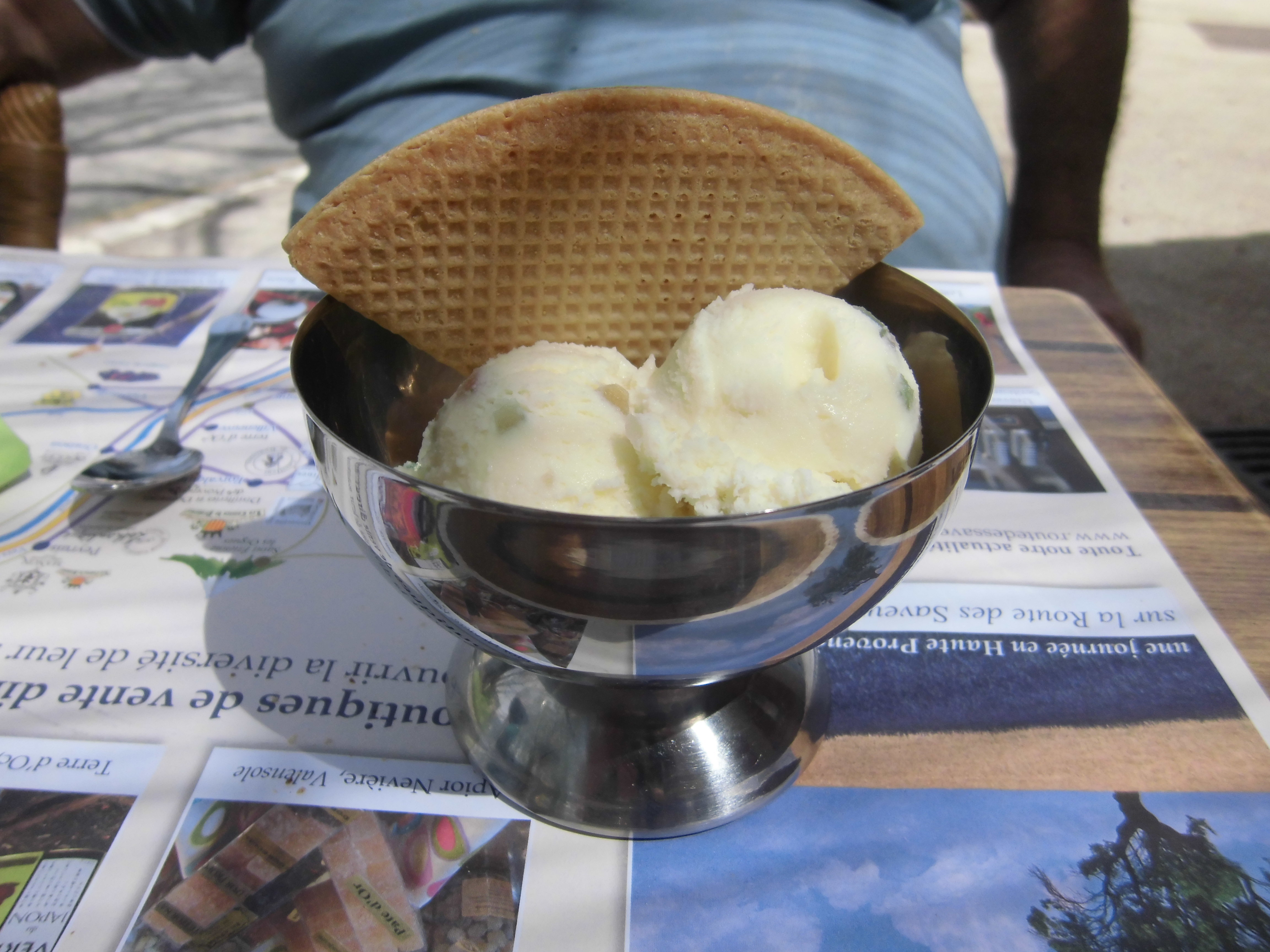
یک کاسه بستنی پلمبیر با وافل

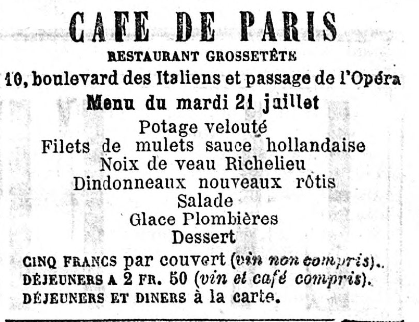
یک مِـنو در کافه دو پاریس که در آن به بستنی پلمبیر اشاره شده‌است. (۲۱ ژوئیه ۱۸۶۸).

پلمبیر (فرانسوی: Plombières‎) نوعی بستنی فرانسوی است که از خمیر یا عصارهٔ بادام، کیرش و میوه‌های شیرینی‌شده (آبنباتی/قندی) تهیه می‌شود.
اینکه منشأ این بستنی از کجاست؛ هنوز مورد بحث است. بنا به یک باور عامیانه، این دسر نخستین بار در جریان قرارداد پلمبیر در سال ۱۸۵۸ به ناپلئون سوم ارائه شد؛ اما واقعیت آن است که پیش‌تر از آن در سال ۱۸۱۵
ماری آنتوان کارم در «کتاب شیرینی‌پزی سلطنتی پاریسی» (Pâtissier royal parisien) دستور تهیهٔ «بستنی پلمبیر» را منتشر کرده بود. دستورهای مشابهی برای تهیه پلمبیر در کتاب‌های آشپزی فرانسوی قرن نوردهم موجود است.
انوره دو بالزاک در کتاب «بهروزی و تیره‌روزی‌های روسپیان» (Splendeurs et misères des courtisanes) به این بستنی اشاره کرده‌است.
در شوروی هم این بستنی بسیار محبوب بود و پس از فروپاشی آن، در کشورهای تازه استقلال یافته و جدا شده از آن نیز محبوبیت خود را حفظ نمود.